# Grammomys minnae
Grammomys minnae es una especie de roedor de la familia Muridae.

## Distribución geográfica
Se encuentra sólo en Etiopía.

## Hábitat
Su hábitat natural son: Clima tropical o Clima subtropical, matorrales secos.